# Schwalbennest (Uniform)

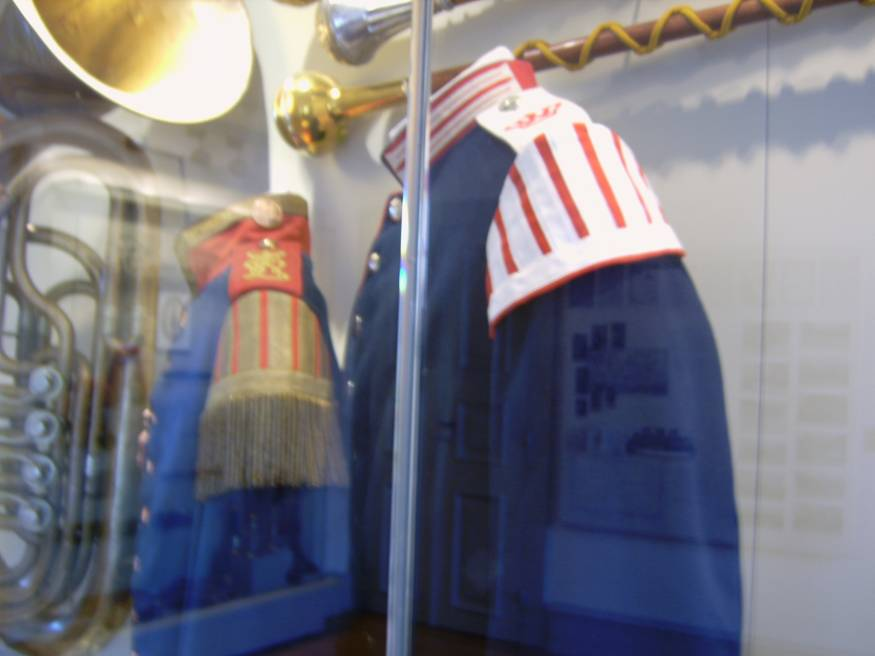
Schwalbennester des deutsch-kaiserlichen Heeres: Stabshoboist (links) und Spielmann (Hoboisten etc. ähnlich, statt weißer Borte aber Metalltresse)

Die Schwalbennester waren vom 18. bis ins 20. Jahrhundert hinein ein traditioneller Bestandteil der Uniformen deutscher Militärmusiker. Sie wurden an den Schultern eingehakt oder eingenäht. An diesen waren Truppengattung und Dienststellung ablesbar.
Schwalbennester bildeten seit dem 18. Jahrhundert ein Uniformelement russisch-zaristischer Militärmusiker.
Von ähnlicher Machart, doch nicht herabhängend, sondern horizontal abstehend, sind die Schulterflügel (Shoulder Wings bzw. Wings) der Militärmusiker vieler britischer Fußtruppen sowie der Band der Household Cavalry. Bis 1855 zeichneten die, versteiften oder gepolsterten, Wings aber auch die Angehörigen der Flügelkompanien (Grenadiere und Leichte Infanterie) und der Füsilierregimenter aus.
Versteifte Schulterflügel waren, von 1788 bis 1807, ebenso Teil der schwedischen Nationaluniform.

## Deutsche Schwalbennester

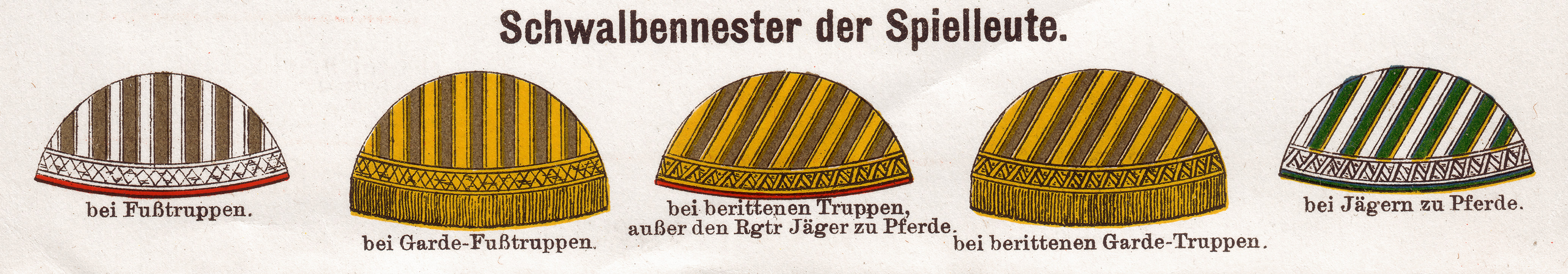
Schwalbennest der Spielleute (1910)

Im Heer des deutschen Kaiserreichs waren die Schwalbennester von der Farbe des Kragens, in Reichswehr und Wehrmacht in Farbe der Truppengattung. Es gab unterschiedliche Schwalbennester für Spielmänner, Musiker und Trompeter sowie Bataillonshornisten. Sie wurden mit Haken außen auf Schulterhöhe des Trägers befestigt und waren abnehmbar. Gardetruppen (außer Train), seit 1919 dann alle Waffengattungen, trugen zusätzlich kurze Fransen aus Wolle oder Metall, Bataillonstamboure und Stabshoboisten/Musikmeister lange Kantille- bzw. Bouillonfransen.
Spielleute trugen Borten aus weißer (selten gelber) Wolle, Hoboisten etc. kennzeichneten Borten aus silberner oder goldener Unteroffizierstresse. Fußtruppen hatten acht senkrechte Borten, berittene Truppen und Maschinengewehr-Abteilungen sieben schräg gestellte. In Reichswehr und Wehrmacht trugen alle Truppengattungen sieben bzw. seit 1935 neun senkrechte Borten: Spielleute aus feldgrauer Wolle, Musiker aus mattsilberner Unteroffizierstresse. Ein weiterer Besatzstreifen begrenzte den unteren Rand des Schwalbennests.
Im Kaiserreich schmückten die Schwalbennester der Gardespielleute 5,5 cm lange Wollfransen, die Gardehoboisten etc. hatten 3 cm lange silberne Fransen. Die Stabshoboisten und Bataillonstamboure in Garde und Linie waren an 7 cm langen Kantillenfransen erkennbar. In Reichswehr und Wehrmacht trugen die Musiker (außer Spielleute) aller Truppengattungen kurze mattsilberne Fransen. 1923 wurde der Fransenbesatz offiziell abgeschafft, konnte aber aufgetragen werden; 1927 wurde er an der privaten Uniform wieder erlaubt.
Am Mantel wurden zu keiner Zeit Schwalbennester getragen. Von anderen Kleidungsstücken waren sie im Kampfeinsatz abzunehmen (Scharfschützengefahr).
Spielleute und Musiker der Marine trugen nur zur feldgrauen Uniform Schwalbennester von grünlich-blauer Farbe mit gelben Borten (Spielleute) bzw. goldfarbenen Tressen (Musiker). Zum  Kieler Anzug waren sie an speziellen Abzeichen zu erkennen: In der  Kaiserlichen Marine hatten Spielleute am linken Unterärmel zwei unten offene, spitzwinklige Bortenwinkel (gelb zum blauen, blau zum weißen Kieler Anzug), bei Musikern formte der obere Winkel eine ovale Schlaufenspitze aus. In Reichsmarine und Kriegsmarine entfielen die Bortenwinkel: Hoboisten waren nun an einem Tuchfleck aus Grundtuch mit eingewebter roter Lyra zu erkennen, Spielleute an dem Abzeichen „Sonderausbildung Spielmann“ (zwei unten offene rote Winkel, der obere mit Schlaufenspitze) und zusätzlich am Laufbahnabzeichen (Bootsmann oder Marineartillerie). Die Abzeichen waren am linken Oberärmel festzunähen.
In der nationalen Volksarmee der DDR  trugen die Musikkorps noch Schwalbennester. Die Bundeswehr brach mit dieser Tradition, die Truppengattung Militärmusikdienst im Heer hat weiße Kragenspiegel und Litzen. Der Bundesgrenzschutz hingegen hatte die Schwalbennester zusammen mit anderen Uniformtraditionen übernommen; noch bis in die 1970er Jahre trugen die Grenzschutz-Musikkorps Schwalbennester.
Viele zivile Musikkapellen tragen an ihrer Uniform ebenfalls Schwalbennester.

## Britische Schulterflügel

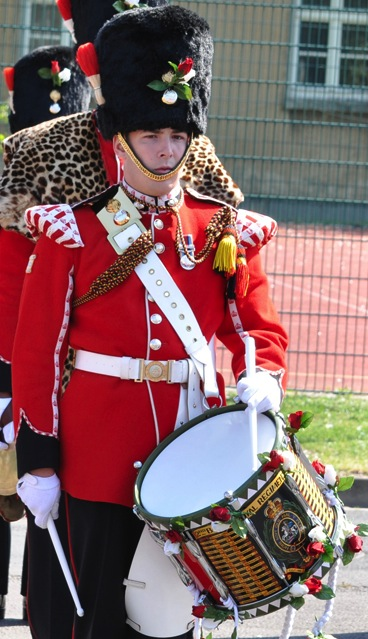
Lee Rigby, Trommler im Royal Regiment of Fusiliers, mit gepolsterten Wings sowie bortierten Ärmelnähten, Aufschlägen und Kragen

Shoulder Wings kennzeichnen in der britischen Armee, wenn auch nicht in allen Einheiten, die Militärmusiker und durchweg die Spielleute der Fußregimenter (bei letzteren, mit Ausnahme der Rifles, sind außerdem bei der Uniformjacke der Paradeuniform (Full Dress) alle Nähte sowie die Ränder von Aufschlägen und Kragen mit weißer, liliengemusterter Borte besetzt). Eine besonders reich mit Goldtresse geschmückte Variante der Schulterflügel besitzt die sog. Staatsuniform (State Dress) der Band der Household Cavalry.
Ursprünglich waren bortierte Wings bei manchen Fußregimentern ein willkürliches, bloß schmückendes Uniformelement. Obwohl 1730 verboten, überlebten die Schulterflügel vielfach: Noch 1750 führten sie 19 von 49 Fußregimentern, bevor sie ab Dezember 1752 den Grenadierkompanien vorbehalten blieben. 1770 wurden die Wings auch den, neu aufgestellten, Kompanien der Leichten Infanterie zugestanden.
Von seiner Aufstellung im Jahr 1797, bis 1812, waren rot-silberne Wings außerdem Bestandteil der Offiziersuniform des 5. Bataillons des 60th (Royal American) Regiment, der ersten britischen Schützeneinheit (Rifles). Anfangs trugen auch die Mannschaften grüne Wings, legten diese aber rasch ab.
Die anfangs recht kleinen und hängenden Wings legten bis 1768 deutlich an Größe zu und wurden so versteift, dass sie nun horizontal abstanden. 1783 erhielten sie an den Außenränder kurze, weiße Fransen, die später aber wieder verschwanden. 1836 erhielten die Wings Randwülste aus weißem Kammgarn, um schließlich, mit dem Ende des Krimkrieges, 1855, zu verschwinden. Seitdem blieben sie, wie oben beschrieben, das Privileg ausgewählter britischer Militärmusiker und Spielleute.

## Galerie

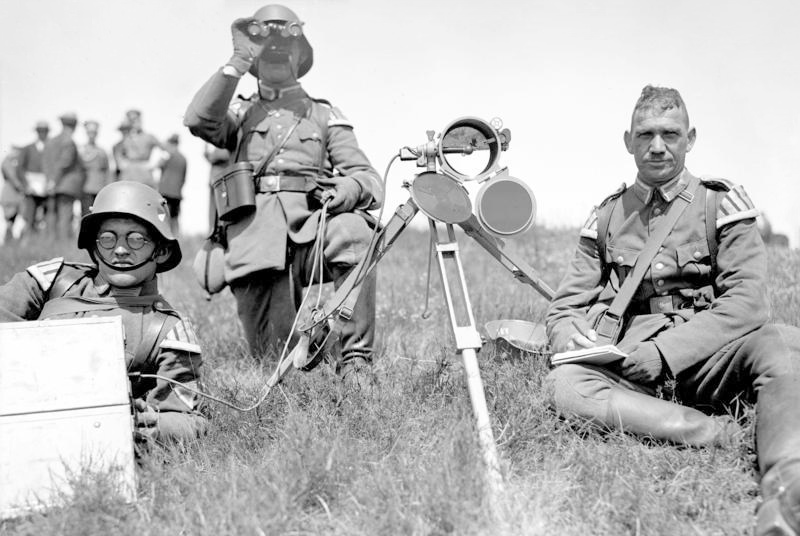
Hornisten / Blinker der Reichswehr
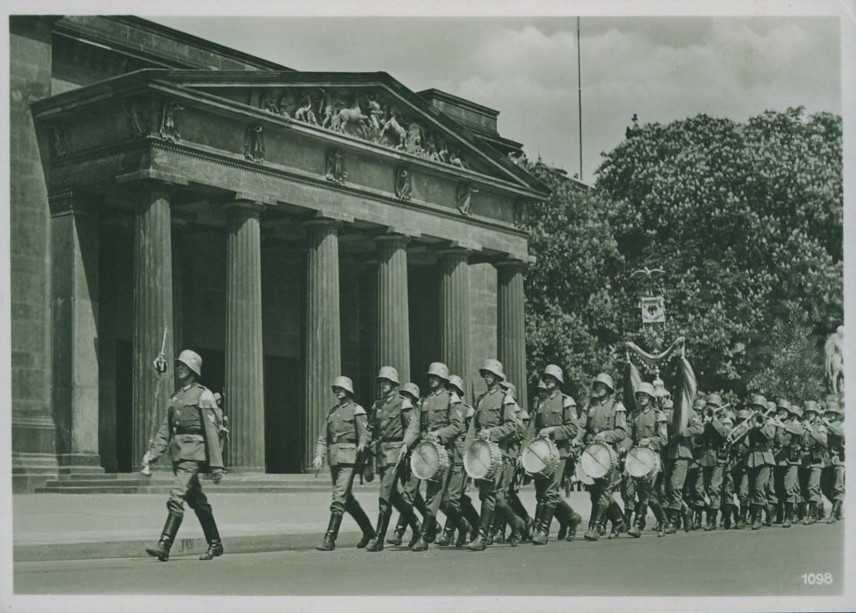
Musikkorps der Wehrmacht vor der Neuen Wache in Berlin
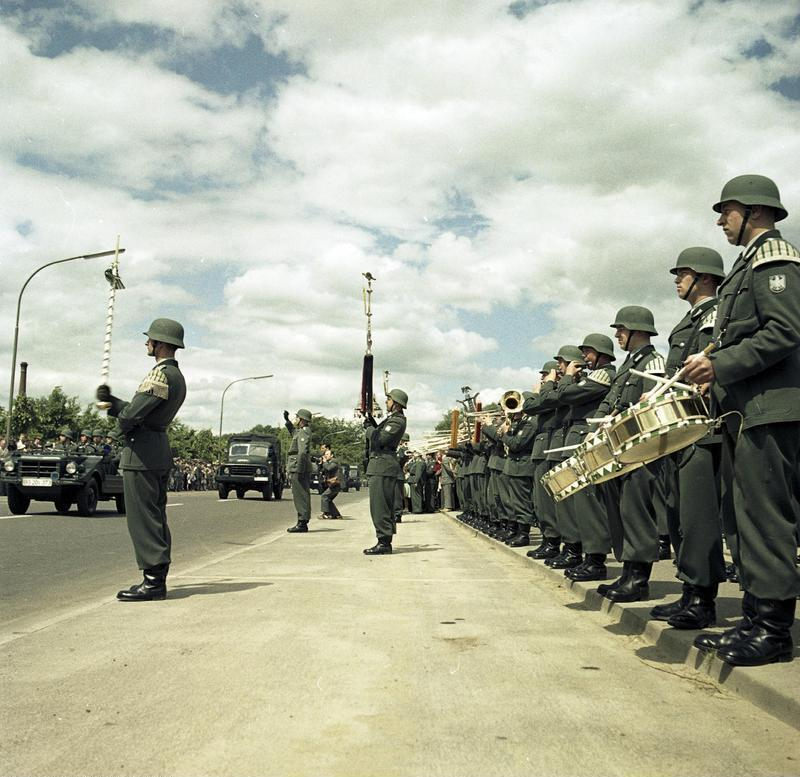
Musikkorps des Bundesgrenzschutz mit Schwalbennestern, 1961
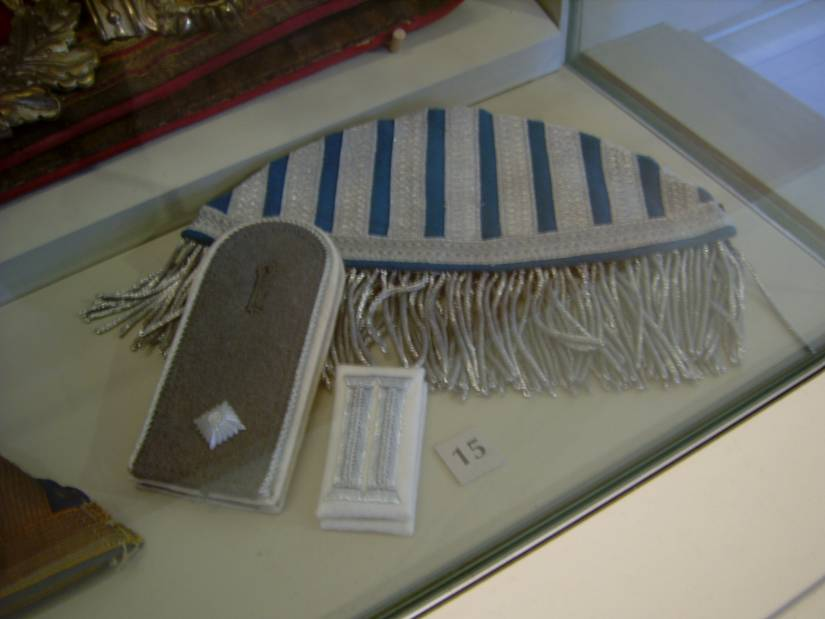
Schwalbennest der Nationalen Volksarmee, Kragenspiegel und Litzen der Bundeswehr
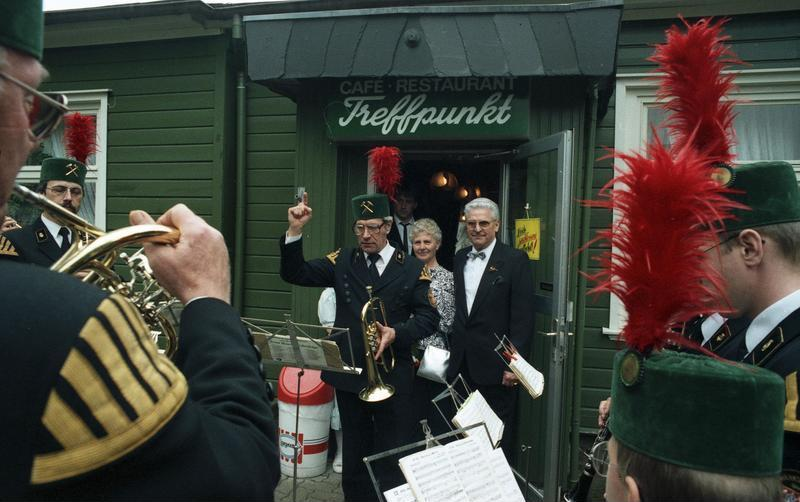
Schwalbennest bei einer Bergmannskapelle
Paradeuniform der Irish Guards Trommler